# Домінік Гладун
Домінік Гладун (пол. Dominik Hładun, нар. 17 вересня 1995, Любін, Польща) — польський футболіст, воротар клубу «Легія».

## Ігрова кар'єра
Домінік Гладун почав займатися футболом у клубі «Заглемб'є» зі свого рідного місті Любін. 2015 рік воротар провів в оренді у клубі Другого дивізіону «Хойнічанка». В основі «Заглембє» Домінік Гладун дебютував у 2018 році.
Влітку 2022 року Домінік Гладун підписав чотирирічний контракт зі столичною «Легією».

## Титули і досягнення
- Володар Кубка Польщі (1):

«Легія»: 2022–23
- Володар Суперкубка Польщі (1):

«Легія»: 2023